# Смирнова, Ирина Владимировна (политик)
Ирина Владимировна Смирнова (род. 21 июля 1960 года, Иссык-Кульская область, Киргизская ССР) — казахстанский политический деятель, депутат мажилиса парламента Казахстана VI—VIII созывов (с 2016 года).

## Биография
В 1983 году окончила Казахский ордена Трудового Красного Знамени педагогический институт имени Абая, специальность «учитель биологии средней школы».
1979—1983 гг. — учитель биологии в средней школе № 22 Джамбульской области.
1983—1984 гг. — лаборант НИИ сельского хозяйства МСХ СССР.
1984—1991 гг. — учитель биологии, организатор внеклассной и внештатной работы в СШ № 22 Джамбульской области.
1991—1993 гг. — организатор внеклассной и внештатной работы, заместитель директора по учебно-воспитательной работе, директор Рузаевской средней школы (село Рузаевка, Кокчетавская область).
1993 г. — заместитель директора по учебно-воспитательной работе средней школы № 91 (город Алматы).
1996—2006 гг. — директор средней школы № 68 (город Алматы).
2010—2011 гг. — директор дома школьников № 9 (город Алматы).
2011—2016 гг. — директор школы-лицея № 48 город Алматы.
С 2016 года — депутат мажилиса парламента Республики Казахстан по партийному списку от Коммунистической народной партии Казахстана (с 2020 года — Народная партия Казахстана), член Комитета по финансам и бюджету. В феврале 2022 года вошла в депутатскую группу «Жаңа Қазақстан» (Новый Казахстан), которая была создана с целью поддержки реформ президента Казахстана Касым-Жомарта Токаева.

## Награды
- Нагрудный знак «Отличник образования Республики Казахстан»;
- Медаль «10 лет Конституции Республики Казахстан»;
- Орден «Курмет»;
- Медаль «10 лет Парламенту Республики Казахстан»;
- Медаль «За вклад в развитие Медеуского района»;
- Медаль «80 лет Казахскому национальному университету имени аль-Фараби»;
- Медаль «25 лет Конституции Республики Казахстан» (2020);
- Орден Парасат (Указом президента РК от 2 декабря 2021 года);
- Медаль «30 лет независимости Республики Казахстан» (2021);